# Coober Pedy
Coober Pedy – miasto w Południowej Australii, położone 846 kilometrów od Adelaide. W Coober Pedy wydobywa się najcenniejsze i najdroższe na świecie opale, pozyskiwane z morskich osadów kredy powstałych w morzu Eromanga.
Liczba mieszkańców: 1,5 tys. 
Gorące lata - średnia temperatura w lecie wynosi 30 °C, a dochodzi nawet do 40 °C - zmuszają mieszkańców do ochrony przed słońcem. Większość mieszkańców mieszka pod ziemią, w specjalnie wykutych jaskiniach. Podziemne mieszkania są dużo chłodniejsze i pozwalają górnikom przetrwać.